# Natação no Campeonato Europeu de Esportes Aquáticos de 2018 - 400 m livre feminino
A prova dos 400 metros livre feminino da natação no Campeonato Europeu de Esportes Aquáticos de 2018 ocorreu no dia 9 de agosto no Tollcross International Swimming Centre, em Glasgow no Reino Unido. 

## Calendário
| Fase          | Data        | Hora  |
| ------------- | ----------- | ----- |
| Eliminatórias | 9 de agosto | 09:24 |
| Final         | 9 de agosto | 17:50 |

Todos os horários estão no horário local (UTC+0)

## Recordes
Antes desta competição, os recordes eram os seguintes:
|                       | Nadadora            | Tempo   | Local          | Data                |
| --------------------- | ------------------- | ------- | -------------- | ------------------- |
| Recorde mundial       | Katie Ledecky       | 3:56.46 | Rio de Janeiro | 7 de agosto de 2016 |
| Recorde europeu       | Federica Pellegrini | 3:59.15 | Roma           | 26 de julho de 2009 |
| Recorde do campeonato | Federica Pellegrini | 4:01.53 | Eindhoven      | 24 de março de 2008 |

## Medalhistas
| Ouro                    | Prata             | Bronze              |
| Simona Quadarella (ITA) | Ajna Késely (HUN) | Holly Hibbott (GBR) |

## Resultados

### Eliminatórias
Esses foram os resultados das eliminatórias. 
| Pos. | Bateria | Raia | Nadadora            | Nacionalidade | Tempo   | Notas |
| ---- | ------- | ---- | ------------------- | ------------- | ------- | ----- |
| 1    | 3       | 5    | Ajna Késely         | Hungria       | 4:08.77 | Q     |
| 2    | 4       | 5    | Holly Hibbott       | Reino Unido   | 4:09.41 | Q     |
| 3    | 4       | 4    | Sarah Köhler        | Alemanha      | 4:09.85 | Q     |
| 4    | 4       | 3    | Simona Quadarella   | Itália        | 4:09.97 | Q     |
| 5    | 4       | 6    | Anna Egorova        | Rússia        | 4:10.77 | Q     |
| 6    | 4       | 7    | Julia Hassler       | Liechtenstein | 4:12.03 | Q     |
| 7    | 4       | 2    | Diana Durães        | Portugal      | 4:12.16 | Q     |
| 8    | 3       | 3    | Eleanor Faulkner    | Reino Unido   | 4:12.85 | Q     |
| 9    | 3       | 6    | Stefania Pirozzi    | Itália        | 4:13.94 |       |
| 10   | 3       | 4    | Boglárka Kapás      | Hungria       | 4:14.23 |       |
| 11   | 4       | 8    | Barbora Závadová    | Chéquia       | 4:14.54 |       |
| 12   | 4       | 9    | Helena Bach         | Dinamarca     | 4:15.71 |       |
| 13   | 2       | 7    | Irina Krivonogova   | Rússia        | 4:16.06 |       |
| 14   | 3       | 7    | Valentine Dumont    | Bélgica       | 4:16.75 |       |
| 15   | 2       | 6    | Laura Jensen        | Dinamarca     | 4:16.92 |       |
| 16   | 2       | 4    | Beril Böcekler      | Turquia       | 4:17.29 |       |
| 17   | 2       | 3    | Monique Olivier     | Luxemburgo    | 4:18.31 |       |
| 18   | 3       | 8    | Sara Račnik         | Eslovênia     | 4:19.17 |       |
| 19   | 3       | 9    | Tamila Holub        | Portugal      | 4:19.70 |       |
| 20   | 3       | 2    | Isabel Gose         | Alemanha      | 4:20.12 |       |
| 21   | 2       | 2    | Maria Grandt        | Dinamarca     | 4:21.02 |       |
| 22   | 2       | 8    | Aleksandra Polańska | Polónia       | 4:22.02 |       |
| 23   | 4       | 1    | Katja Fain          | Eslovênia     | 4:22.27 |       |
| 24   | 3       | 1    | Marlene Kahler      | Áustria       | 4:23.70 |       |
| 25   | 2       | 5    | Camille Bouden      | Bélgica       | 4:25.26 |       |
| 26   | 4       | 0    | Hanna Eriksson      | Suécia        | 4:25.43 |       |
| 27   | 2       | 1    | Arianna Valloni     | San Marino    | 4:25.57 |       |
| 28   | 3       | 0    | Aleksandra Knop     | Polónia       | 4:27.09 |       |
| 29   | 1       | 3    | Daniela Georges     | Polónia       | 4:27.15 |       |
| 30   | 1       | 4    | Fatima Alkaramova   | Azerbaijão    | 4:27.46 |       |
| 31   | 1       | 5    | Ieva Maļuka         | Letônia       | 4:29.42 |       |

### Final
Esse foi o resultado da final. 
| Pos.              | Raia | Nadadora          | Nacionalidade | Tempo   | Notas            |
| ----------------- | ---- | ----------------- | ------------- | ------- | ---------------- |
| Medalha de ouro   | 6    | Simona Quadarella | Itália        | 4:03.35 |                  |
| Medalha de prata  | 5    | Ajna Késely       | Hungria       | 4:03.57 | EJ               |
| Medalha de bronze | 4    | Holly Hibbott     | Reino Unido   | 4:05.01 |                  |
| 4                 | 2    | Anna Egorova      | Rússia        | 4:06.03 | Recorde nacional |
| 5                 | 3    | Sarah Köhler      | Alemanha      | 4:07.68 |                  |
| 6                 | 7    | Julia Hassler     | Liechtenstein | 4:11.42 |                  |
| 7                 | 1    | Diana Durães      | Portugal      | 4:12.41 |                  |
| 8                 | 8    | Eleanor Faulkner  | Reino Unido   | 4:15.26 |                  |

Legenda
| Recorde mundial       | Recorde mundial (World record)               |                       | Recorde africano                      | Recorde africano (African) |                                           | Q | Classificado por posição (Qualified) |
| Recorde do campeonato | Recorde do campeonato (Championship record)  | Recorde da América    | Recorde da América (Americas)         | q                          | Classificado por melhor tempo (Qualified) |   |                                      |
| Melhor marca do ano   | Melhor marca do ano (World leading)          | Recorde asiático      | Recorde asiático (Asian)              | DNS                        | Não largou (Did not start)                |   |                                      |
| Recorde nacional      | Recorde nacional (National record)           | Recorde europeu       | Recorde europeu (European)            | DNF                        | Não terminou (Did not finish)             |   |                                      |
| Recorde pessoal       | Recorde pessoal do atleta (Personal best)    | Recorde da Oceania    | Recorde da Oceania (Oceania)          | DSQ / DQ                   | Desclassificado (Disqualified)            |   |                                      |
| Recorde da temporada  | Recorde da temporada do atleta (Season best) | Recorde sul-americano | Recorde sul-americano (South America) | NM                         | Sem marca (No mark)                       |   |                                      |